# Lily Loveless
Lily Loveless est une actrice anglaise née le 16 avril 1990 à Haringey (Londres).

## Biographie
Elle fait ses débuts au petit écran grâce aux saisons 3 et 4 de Skins où elle incarne Naomi Campbell. C'est à la suite de ces deux saisons que le scénariste des 3 premières saisons de Skins, Jack Thorne, lui proposa un nouveau rôle pour The Fades, une nouvelle série en production. Elle réapparaît lors de la saison 7 de Skins en 2013.
En 2012, elle apparaît dans le clip Filth du groupe A Band Of Buriers aux côtés de Matthew Lewis. Elle pose nue pour la campagne Fish Love lancée par l'association Ocean2012 dans le but de sensibiliser le public à la pêche intensive.

## Filmographie

### Longs-métrages
- 2011 - Sket, Le choc du ghetto : Hannah
- 2011 - Combat Kids : Bex Clayton
- 2012 - Candle to Water : Chrissie, la radio DJ
- 2014 - Fear of Water : Alexia
- 2014 - Dead in the Water : Nicole
- 2015 - Set the Thame on Fire : Emily

### Séries
- 2009 - 2013 - Skins : Naomi Campbell (S3, 4 et 7)
- 2010 - The Fades : Anna
- 2011 - Bedlam (S1 - Ep. 3 - Inmates) : Sadie
- 2011 - Thorne : Sleepyhead : Chloe
- 2011 - The Sarah Jane Adventures (S5 - Ep. 2 - The Curse of Clyde Langer) : Ellie
- 2012 - Les Enquêtes de l'inspecteur Wallander (S3 - Ep.3 - Before The Frost) : Margaretha Harkala
- 2012 - Good Cop (S1 - Ep. 4) : Lucy
- 2013 - The Crash : Ashley Wainwright
- 2014 - DCI Banks (S3 - ép. 4-6) : Tracy Banks
- 2014 - The Great War : The People's Story : Dorothy Lloyd
- 2015 - Cuffs (S1 - Ep. 1) : Cinnamon
- 2016 - The Musketeers (S3 - Ep. 7 - L'or des dupes (Fool's Gold) et ep. 10 - Tous pour un (We Are the Garrison)) : Elodie
- 2018 - The Royals (S4 - Ep. 1,2,4) : Greta
- 2020 - Intimidation (S1) : Ingrid

### Courts-métrages
- 2010 - Seven PM : Fox
- 2013 - Mugged de Ty Bloom : Ros